# Bazentin-le-Petit Military Cemetery
Le Bazentin-le-Petit Military Cemetery (Cimetière militaire britannique de Bazentin)  est un cimetière militaire de la Première Guerre mondiale, situé sur le territoire de la commune de Bazentin-le-Petit, dans le département de la Somme, au nord-est d'Amiens.

## Localisation
Ce cimetière est situé dans le village, au nord, Rue Lamarck. On y accède, depuis la route, par un petit sentier engazonné d'une cinquantaine de mètres.

## Histoire
Bazentin est  resté  aux mains des Allemands de fin août 1914  jusqu'au 14 juillet 1916,  lorsque les 3e et 7e divisions s'emparèrent du village et les tinrent contre des contre-attaques allemandes. La 21e division prit possession du bois de Bazentin-le-Petit. Le village est perdu en avril 1918 lors de la grande avancée allemande mais repris définitivement le 25 août suivant par la 38è (Welsh) Division. 

Ce cimetière militaire a été commencé fin juillet 1916 (initialement appelé Singer Circus Cemetery) et utilisé comme cimetière de première ligne jusqu'en mai 1917. Il contient 182 sépultures de la Première Guerre mondiale, dont 15 non identifiées.

## Caractéristiques
Ce cimetière a un plan carré de 30 m de côté.

Il est clos d'un muret de moellons ou d'une haie d'arbutes.

## Galerie

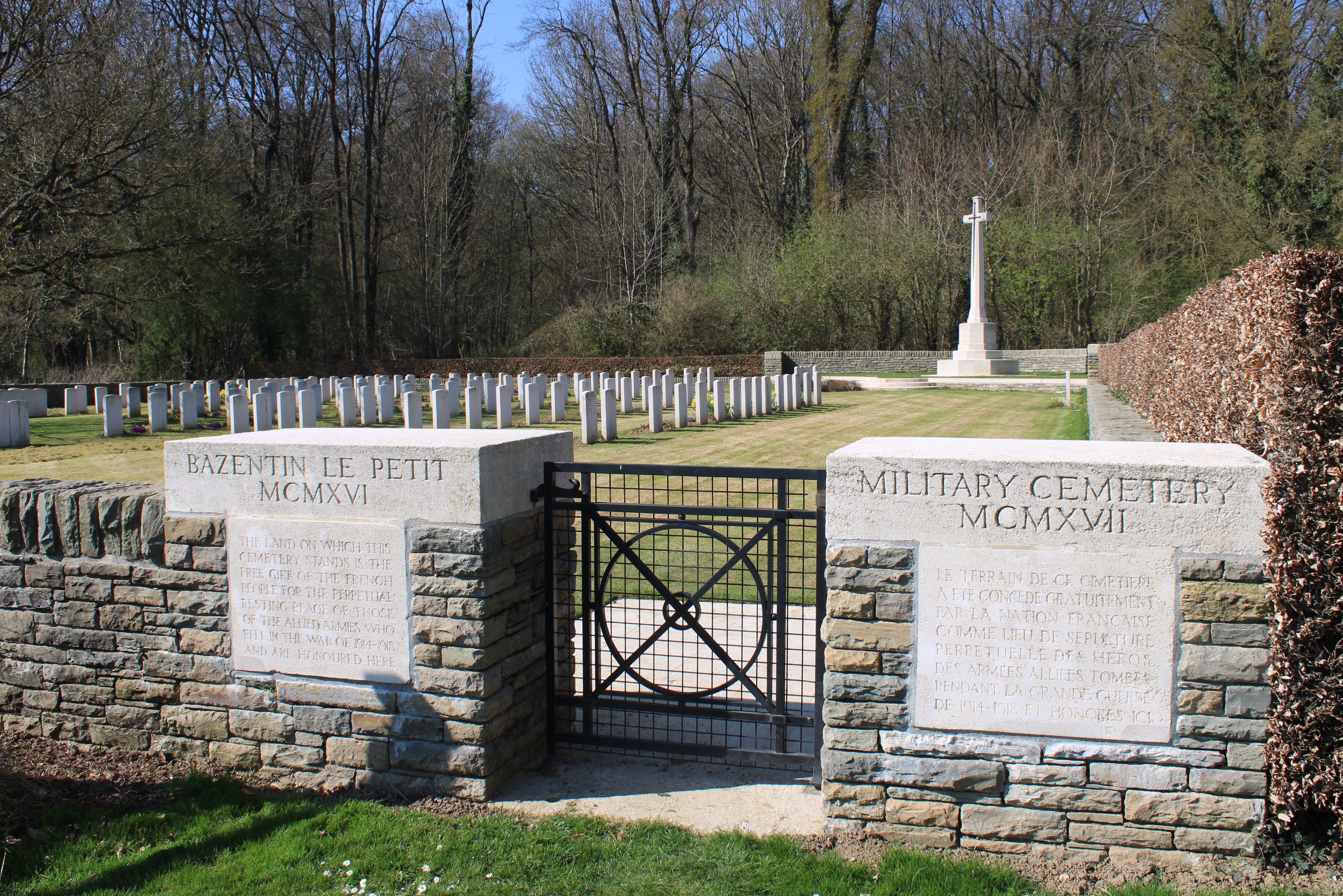
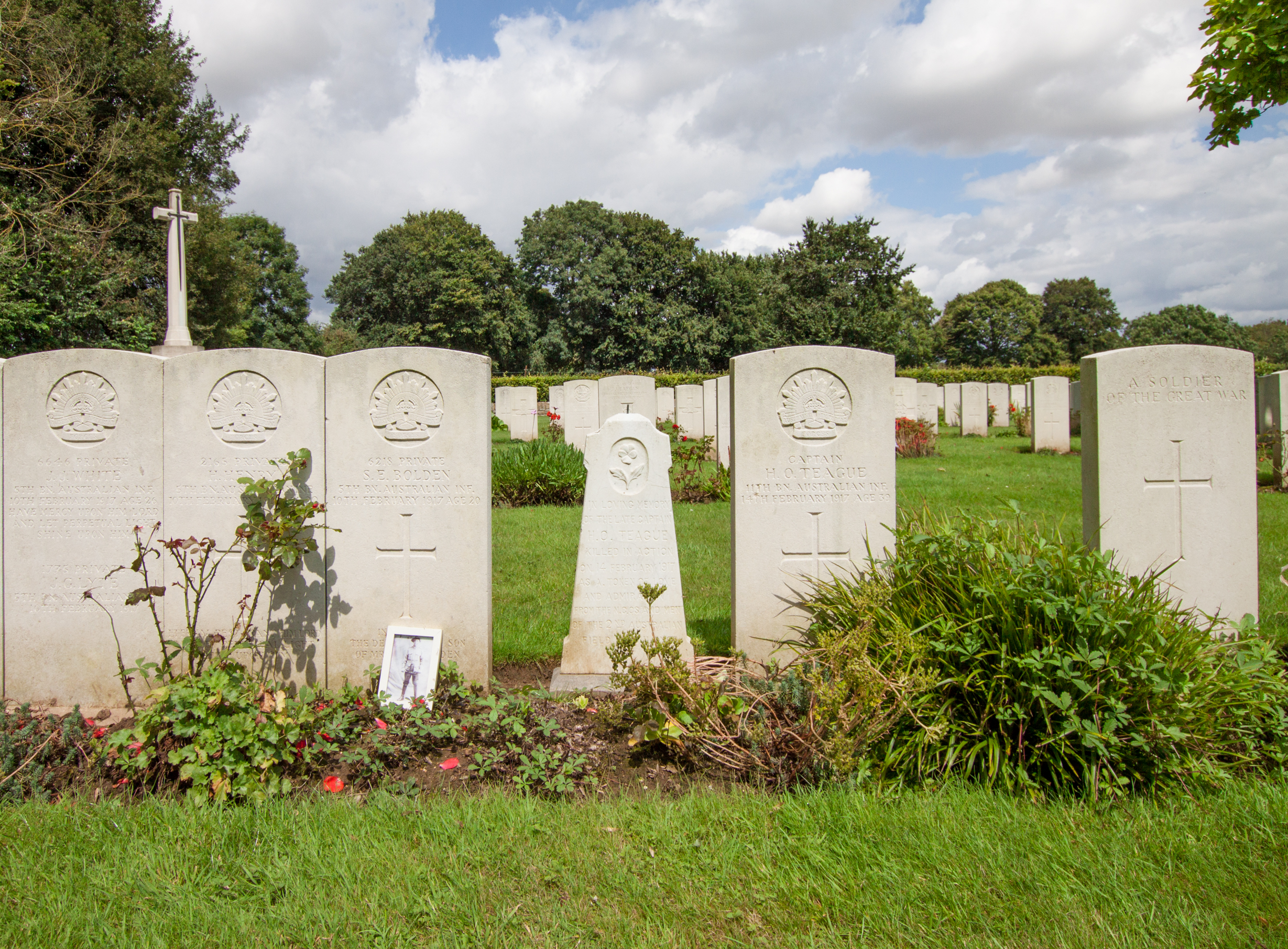
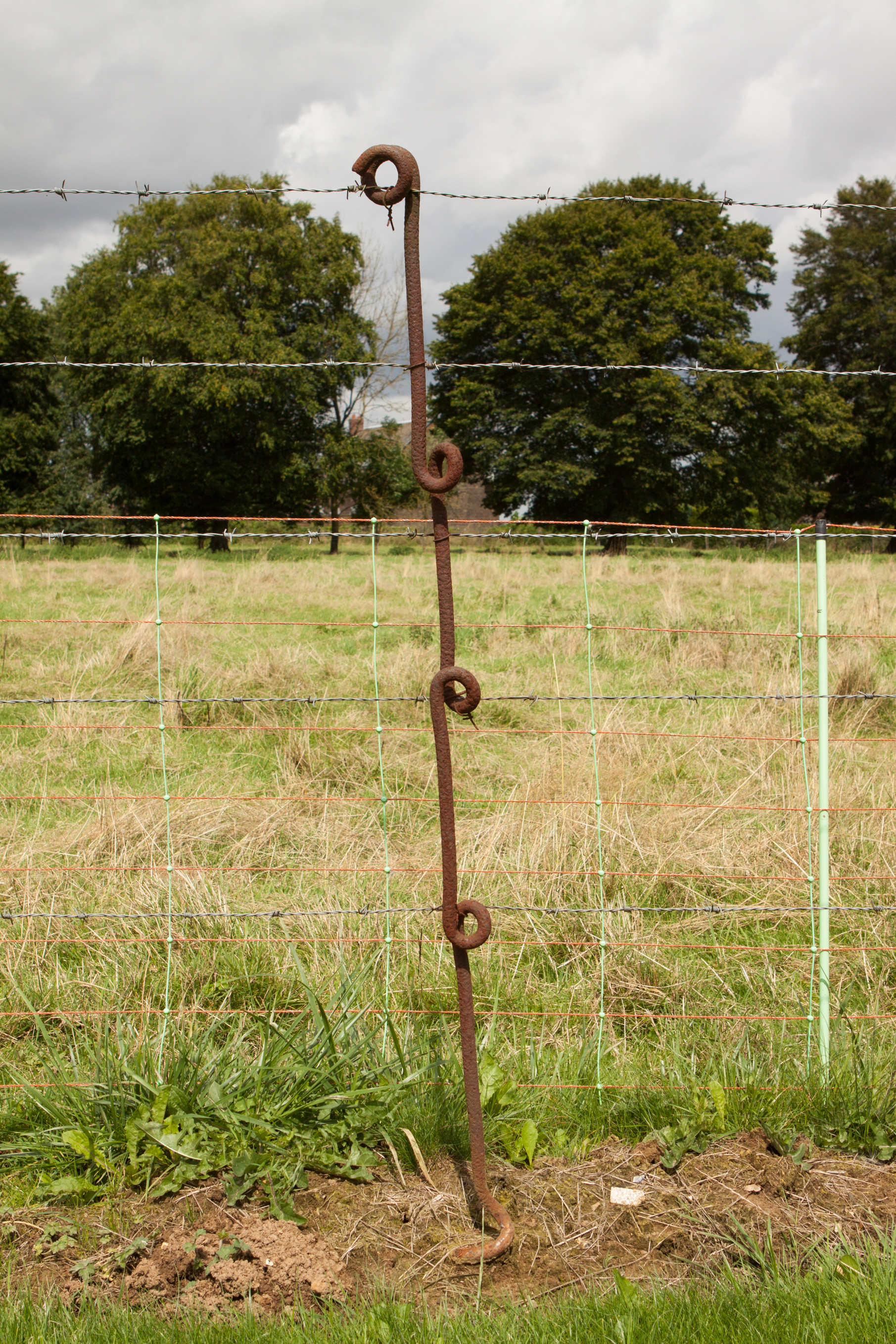
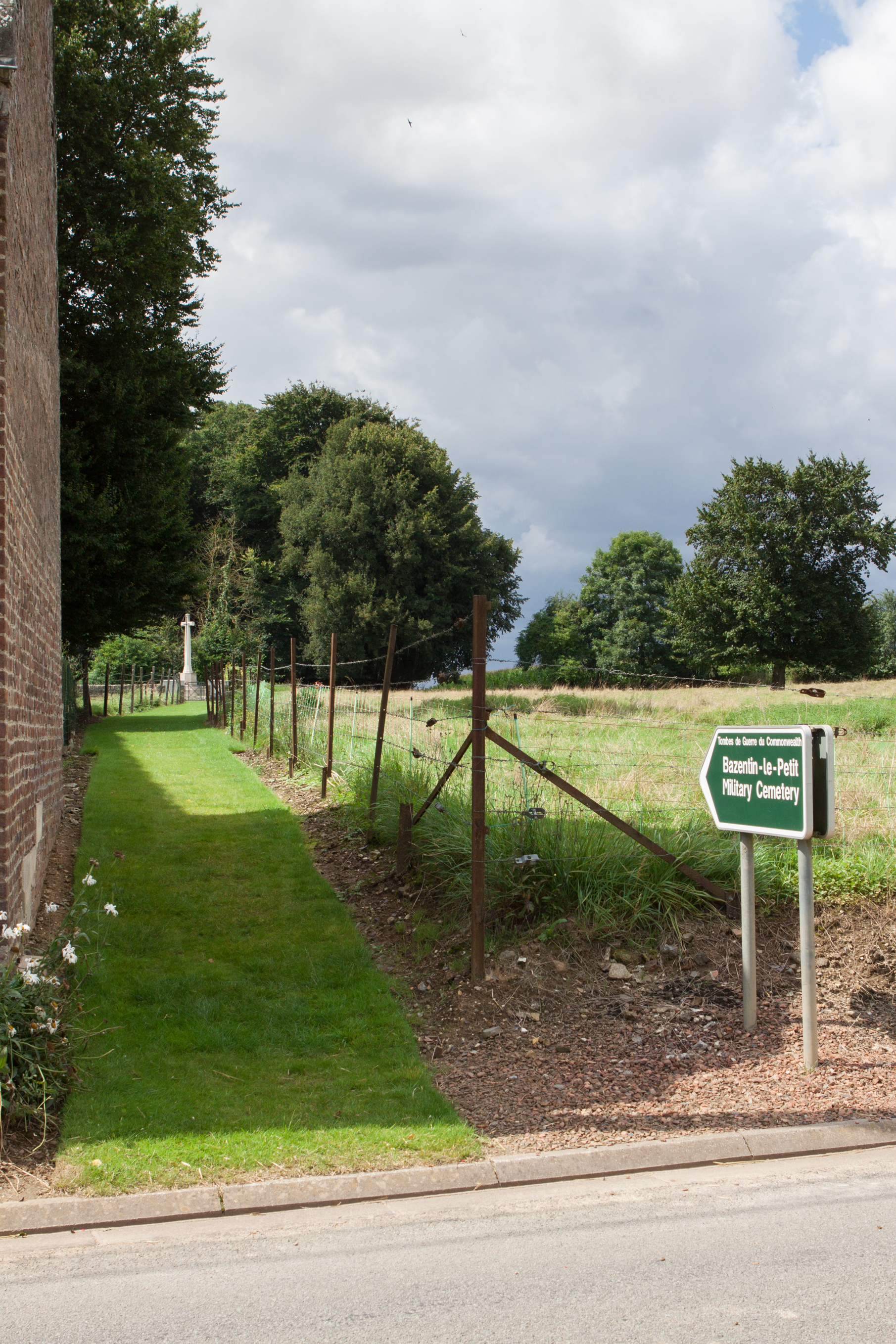
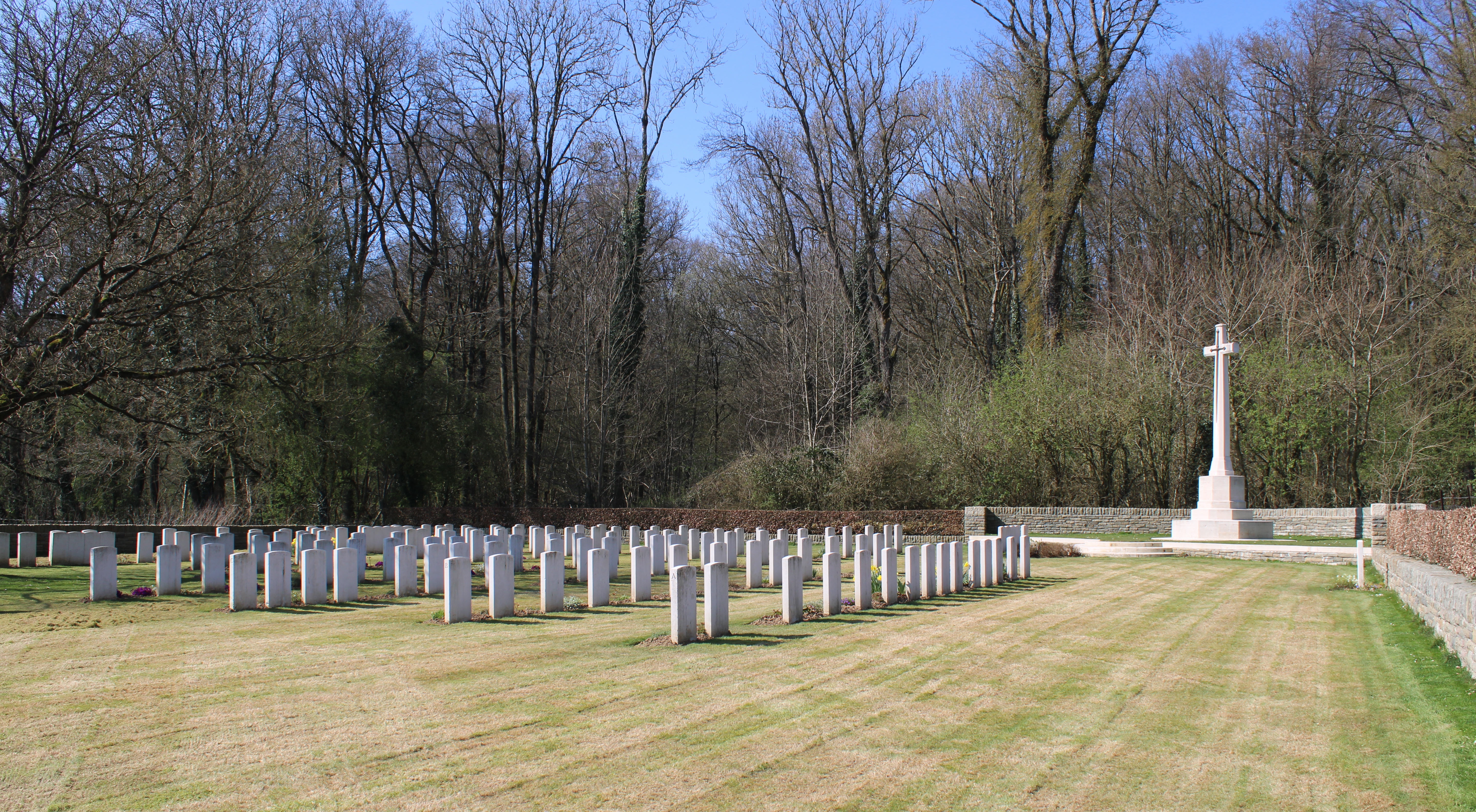
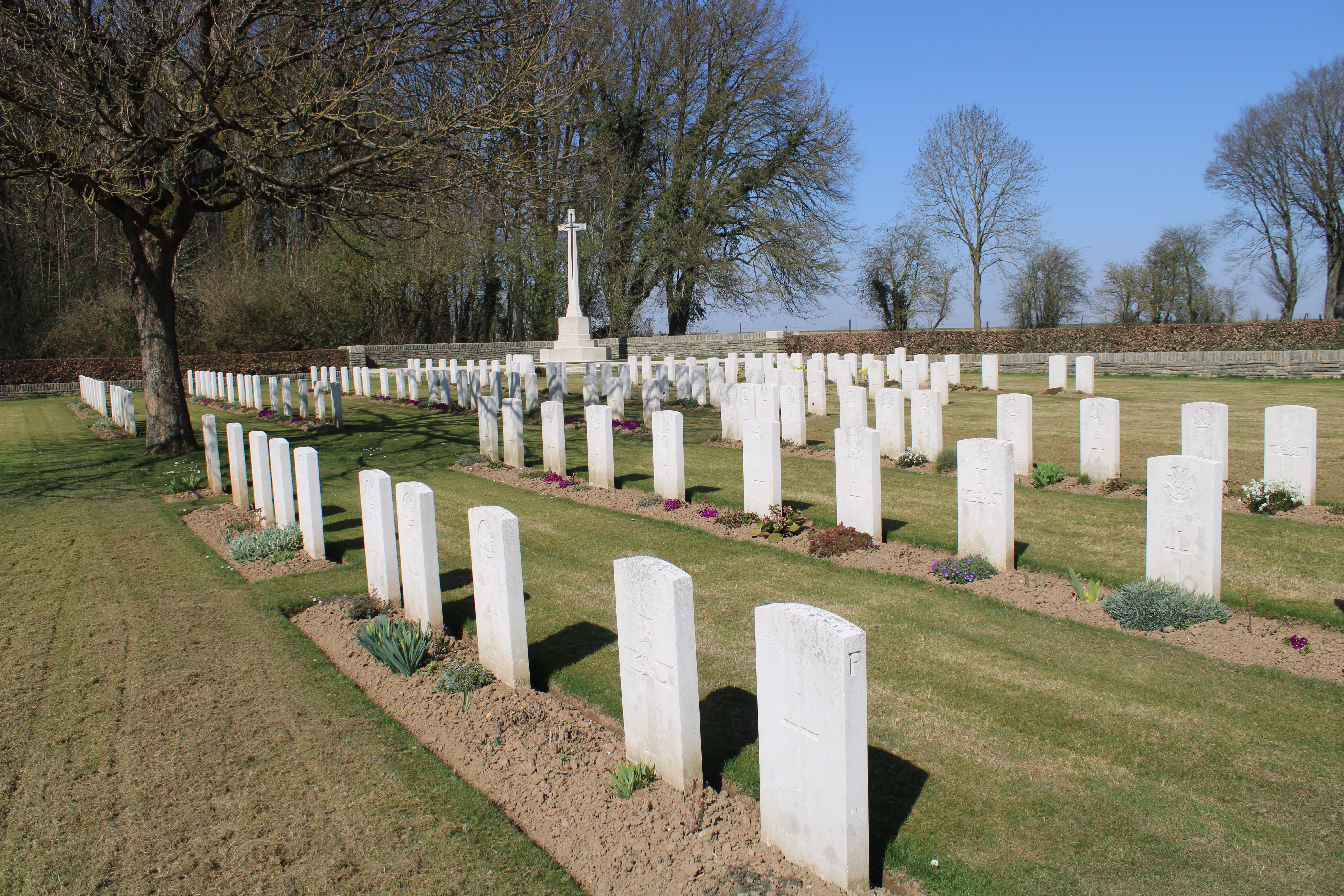

## Sépultures
| Pays           | Sépultures |
| -------------- | ---------- |
| Royaume-Uni    | 118        |
| Australie      | 55         |
| Afrique du Sud | 9          |
| Total          | 182        |